# Lady Godiva (film, 1911)
Pour les articles homonymes, voir Lady Godiva.
Pour plus de détails, voir Fiche technique et Distribution.
Lady Godiva est un film américain réalisé par J. Stuart Blackton, sorti en 1911.
Ce film muet en noir et blanc met en scène Godiva, une noble anglo-saxonne du XIe siècle qui, selon la légende, aurait traversé les rues de Coventry à cheval, entièrement nue, afin de convaincre son époux, le comte Léofric, de diminuer les impôts qu'il prélevait sur ses habitants.

## Synopsis
Nous sommes en l'an 1040, en Angleterre, dans la ville de Coventry. Leofric, le seigneur du lieu, a imposé une lourde taxe à ses sujets, alors que beaucoup sont sur le point de mourir de faim. Ils implorent l'aide de Lady Godiva, la si noble épouse de leur maître. En leur nom elle supplie son mari de révoquer cet impôt pour soulager les souffrances du peuple. Rapidement lassé de ces supplications, Leofric a l’idée de vérifier la sincérité et la détermination de son épouse : il lui promet d'annuler la taxe mais seulement si elle parcourt les rues de la ville toute nue et à cheval. Elle accepte cette condition malgré la perspective d'une telle humiliation en public.
Avant de traverser Coventry à cheval, la dame demande à ceux qui l’accompagneront d'afficher en ville une proclamation dans laquelle elle explique au peuple ce qu’elle fait par amour pour lui et pour mettre fin à l'impôt qui les accable. « C’est pour vous sauver, explique-t-elle que je dois aller à cheval toute nue à travers la ville ». Dans sa proclamation elle demande également à tous les habitants de la soutenir en restant « chez eux deux heures vers midi » et en fermant toutes les portes et fenêtres. « Aucun œil, ajoute-t-elle ne doit regarder vers l'extérieur ». Au moment fixé, Lady Godiva parcourt lentement les rues à cheval, vêtue seulement de ses longs cheveux, qui descendent de la tête « jusqu'aux genoux » pour couvrir un peu sa nudité. Tous les habitants de la ville, sauf un, suivent consciencieusement les ordres de leur dame, qui leur demande de rester à l'intérieur et de ne pas l'observer lorsqu'elle passera. Seul le vicieux Thomas, le tailleur de la ville, ne peut résister à la tentation de voir Godiva entièrement nue. Ayant pratiqué un petit trou dans un volet fermé de sa maison, il jette un coup d'œil à son passage et instantanément il devient aveugle. Le tailleur, connu depuis toujours sous le nom de « Peeping Tom » (Thomas le voyeur), a été puni par Dieu pour sa transgression : ses yeux se sont « ratatinés » dans sa tête, le plongeant dans l’obscurité. Sa tâche désormais accomplie, Lady Godiva rentre chez elle, où son mari respectant leur accord annonce aussitôt à une foule enthousiaste qu'il abroge cet insupportable impôt.

## Fiche technique
- Titre original : Lady Godiva
- Réalisation : J. Stuart Blackton
- Scénario : Eugene Mullin, d'après un poème du poète britannique Alfred Tennyson intitulée Godiva (1840)
- Société de production : Vitagraph Company of America
- Société de distribution : General Film Company
- Pays d'origine :  États-Unis
- Langue : anglais
- Format : Noir et blanc – 1,33:1 – 35 mm – Muet
- Genre : film historique
- Longueur de pellicule : 300 m (1 bobine)
- Durée : 9 minutes
- Année : 1911
- Dates de sortie :
  -  États-Unis : 21 octobre 1911

## Distribution
- Julia Swayne Gordon : Lady Godiva
- Robert Gaillard :	Earl Leofric
- Kate Price
- Harry Ward
- Stanley Dunn
- Hal Wilson : Peeping Tom
- Alfred Hollingsworth
- Clara Kimball Young
- James Young